# 巩志伟
巩志伟（1924年—），男，山西平遥人，中国作曲家，八一电影制片厂电影作曲，曾任中国音乐家协会理事，中国电影家协会理事。